# 攀茎钩藤
攀茎钩藤（学名：Uncaria scandens）又名攀枝钩藤，俗名双钩藤、毛钩藤、钩藤、勾藤、鹰爪风、倒钩风等，为茜草科钩藤属下的一个种。分布于广西及云南南部及广东、海南、四川及西藏墨脱等地。此外还分布于中南半岛及印度。生于山地疏林下，在墨脱则生于海拔1300米的山坡阔叶林内。

## 形态
大藤本，嫩枝四棱形，密被锈色短柔毛。叶纸质，卵形、卵状长圆形、椭圆形或椭圆状长圆形，长10-15厘米，宽5-7厘米，被糙伏毛，侧脉7-20对，有明显凹陷，脉腋窝陷有粘液毛。头状花序，单生叶腋或成单聚伞状排列，密生灰白色硬毛或短柔毛，花冠淡黄色，花冠管纤细，长8-10毫米，外被柔毛，花柱伸出冠喉外，长10-12毫米，柱头长纺锤形。花期夏季。果序近球形，小蒴果无柄，有宿存萼。

## 药用
含钩藤碱等羟吲哚类生物碱。攀茎钩藤在中药中被视为钩藤的混伪品。但在壮药、傣药、藏药、黎药等民族药中均入药，此外也是白族、哈尼族、纳西族、傈僳族、拉祜族、普米族、佤族、基诺族所习用的药材。
攀茎钩藤在壮语中被称作Gaeuoenngaeu（扣温钩），壮医认为其可通火路通龙路、祛风毒、清热毒、消肿痛。藏语中则称之为“穷代尔嘎布”（藏語：ཁྱུང་སྡེར་དཀར་པོ，威利转写：khyung sder dkar po），藏药文献中称其“产于门隅地区，状如公鸡爪”，藏医中认为其带钩茎枝能清热毒。在黎药中被称为“网紫盹”，全草煮水用于治疗小孩风湿。

## 扩展阅读
- 維基物種上的相關：攀茎钩藤